# Contenido
Contenido è un prodotto open source per la gestione dei contenuti web ideato dalla ditta four for business AG, una e-business service company, con sede a Offenbach, vicino a Francoforte sul Meno. Lo sviluppo del sistema è assicurato dalla ditta stessa e dalla Contenido Community con oltre 2000 utenti registrati.